# Pana Pana
Pana Pana, es una área no municipalizada de Guainía, en la República de Colombia. Compuesto por los centros poblados: Campoalegre y Venado Isana. Limita al norte con las áreas no municipalizadas de Puerto Colombia y Morichal Nuevo, el municipio de Inírida (la capital departamental) y por el sur con Brasil.
En 2019, hubo un intento de transición de las ANM de San Felipe, Pana Pana, Puerto Colombia a municipio con cabecera en San Felipe; pero la comunidad de los corregimientos implicados votó negativamente en una consulta popular.

## Historia
En 2019 se destacó al estar entre las 10 poblaciones con menor abstencionismo electoral, quedando en el segundo lugar para la elección de diputados departamentales al participar el 97,13% del censo electoral.